# Chant (Aske Jacoby-album)
Chant er titlen på det tredje solo-studiealbum af den danske musiker og sangskriver Aske Jacoby.
Albummet udkom 21. marts 2014 hos selskabet Columbia Records og blev distribueret af Sony Music. Det er indspillet i den amerikanske by Los Angeles sammen med kollegerne bassisten Tony Scherr (Norah Jones) og trommeslageren Jim Keltner (George Harrison, Eric Clapton, Steely Dan, Neil Young og Ry Cooder).
Albummet, der indeholder i alt 8 numre, fik fine anmeldelser med på vejen. Blandt andet i musikmagasinet Gaffa, hvor journalist Espen Strunk kaldte albummet for et "tilbagelænet og autoritativt udspil med et par rutinerede musikalske makkere".

## Spor
1. "Chant" - (04:26)
2. "Sweet Louise" - (04:25)
3. "Lotus" - (05:40)
4. "Take A Break" - (03:20)
5. "Let Go Or Be Lost" - (05:45)
6. "The Florence Blues" - (03:26)
7. "A Thousand Years From Home" - (06:38)
8. "The Goodbye Gun" - (07:45)